# Rick Hoberg
Richard Renick Hoberg, dit Rick Hoberg (né le 7 juin 1952 à Belton) est un dessinateur de bande dessinée et animateur américain. Il a commencé à travailler pour les industries du comic book et du dessin animé au milieu des années 1970. Depuis 1995, il se consacre principalement à la seconde.

## Prix et récompenses
- 1984 : Prix Inkpot